# EC 3.3
Le groupe EC3.3 regroupe les enzymes appelées éther-hydrolases. Elles font partie des hydrolases, c'est-à-dire que leur rôle est de couper des molécules en molécules plus petites. La réaction générale catalysée par ces enzymes est :
On trouve dans ce groupe par exemple l'adénosylhomocystéinase, dont le rôle est de couper la S-adénosyl-L-homocystéine en homocystéine et adénosine, ou des enzymes qui coupent les ponts époxy à l'intérieur d'une molécule.
Elles sont réparties en deux sous-groupes :
- Celles agissant sur les thioéthers (EC3.3.1)
- Celles agissant sur les éther-oxydes (EC3.3.2)